# Antoni Olechnowicz

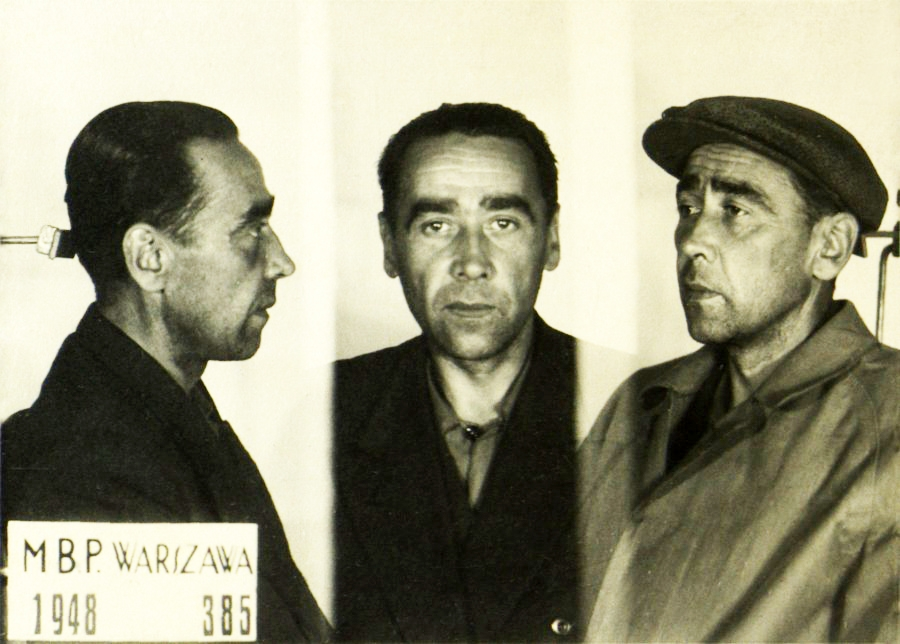
Antoni Olechnowicz po aresztowaniu przez MBP 1948

Antoni Olechnowicz ps. „Meteor”, „Kurkowski”, „Pohorecki”, „Lawicz”, „Krzysztof”, „Roman Wrzeski”, „Kurcewicz” (ur. 13 czerwca 1905 w Marguciszkach, zm. 8 lutego 1951 w Warszawie) – podpułkownik dyplomowany piechoty Wojska Polskiego.

## Życiorys

### Młodość
Syn Ferdynanda i Felicji z Piecewiczów. Uczęszczał do Gimnazjum św. Kazimierza w Nowej Wilejce, które ukończył w 1926. W latach 1926–1929 był słuchaczem Oficerskiej Szkoły Piechoty w Komorowie-Ostrowi Mazowieckiej. 15 sierpnia 1929 mianowany został podporucznikiem i przydzielony do 5 pułku piechoty Legionów w Wilnie. Jednocześnie ukończył szkołę nauk politycznych. W latach 1935–1937 był słuchaczem Wyższej Szkoły Wojennej w Warszawie. Na stopień kapitana został awansowany ze starszeństwem z dniem 19 marca 1938 i 72. lokatą w korpusie oficerów piechoty. Służył w 20 Dywizji Piechoty w Baranowiczach.

### Okres II wojny światowej
Kampanię wrześniową 1939 odbył na stanowisku kwatermistrza 33 Dywizji Piechoty (Rezerwowej). Walczył nad Narwią i Bugiem. Dostał się do niewoli radzieckiej, z której zbiegł i powrócił do Wilna.
W listopadzie 1939 wstąpił do konspiracyjnej organizacji Komisariat Rządu, która następnie weszła w skład Służby Zwycięstwu Polski. Wkrótce został szefem wydziału wojskowego w Związku Walki Zbrojnej. Jednocześnie pracował jako sanitariusz w szpitalu zakaźnym. Po zajęciu Wilna przez wojska niemieckie został mianowany komendantem konspiracyjnego garnizonu m. Wilna. Używał wówczas ps. „Pohorecki”, „Kurcewicz”, „Michał” oraz otrzymał awans do stopnia majora. Od 1943 pełnił funkcję inspektora Okręgu Wileńskiego AK. W kwietniu 1944 został dowódcą I Zgrupowania AK, na czele którego wziął udział w operacji Ostra Brama. Przewidując wrogą postawę Sowietów, w lipcu 1944 uniknął aresztowania. Przedostał się do Wilna, gdzie został szefem Oddziału II odtworzonej komendy Okręgu Wileńskiego AK, a następnie zastępcą i ostatecznie komendantem Okręgu. Używał wówczas ps. „Lawicz”. W 1945 przeprowadził demobilizację Okręgu Wileńskiego i Okręgu Nowogródzkiego, przenosząc ich struktury do centralnej Polski.

### Okres powojenny
W 1945 po demobilizacji ewakuował się do centralnej Polski i podjął pracę na kolei w Leśnicy. Po spotkaniu 6 czerwca 1945 z płk. Janem Mazurkiewiczem ps. „Radosław” nie uznał zwierzchnictwa płk. Jana Rzepeckiego jako komendanta Delegatury Sił Zbrojnych na Kraj, a następnie WiN-u. Postanowił prowadzić samodzielną działalność konspiracyjną. W sierpniu 1945 nawiązał bezpośrednią łączność z emigracyjnym sztabem Naczelnego Wodza. Zgodnie z otrzymanymi rozkazami nakazał swoim podkomendnym ścisłą konspirację, utrzymując jednak z nimi kontakty organizacyjne i prowadząc akcje pomocy materialnej. W tym celu utworzył Ośrodek Mobilizacyjny Okręgu Wileńskiego AK. Na początku 1946 podporządkował mu się mjr Zygmunt Szendzielarz ps. „Łupaszko”, dzięki czemu zyskał zbrojne zaplecze dla swojego sztabu. Powstały wówczas dwie Brygady: 5 Wileńska Brygada – działająca na Pomorzu i 6 Wileńska Brygada – na Białostocczyźnie. Stanowiły one bazę dla żołnierzy Wileńskiego Okręgu AK, prowadziły walkę z komunistyczną władzą i administracją, chroniły ludność przed terrorem NKWD i UB. W lutym 1947 przedostał się do Paryża, skąd po otrzymaniu instrukcji powrócił do kraju. Kontynuował działalność niepodległościową dowodząc kadrowym Ośrodkiem Mobilizacyjnym Okręgu Wileńskiego AK.Od końca 1947 prowadził działalność wywiadowczą na rzecz władz emigracyjnych.

### Aresztowanie, proces, stracenie

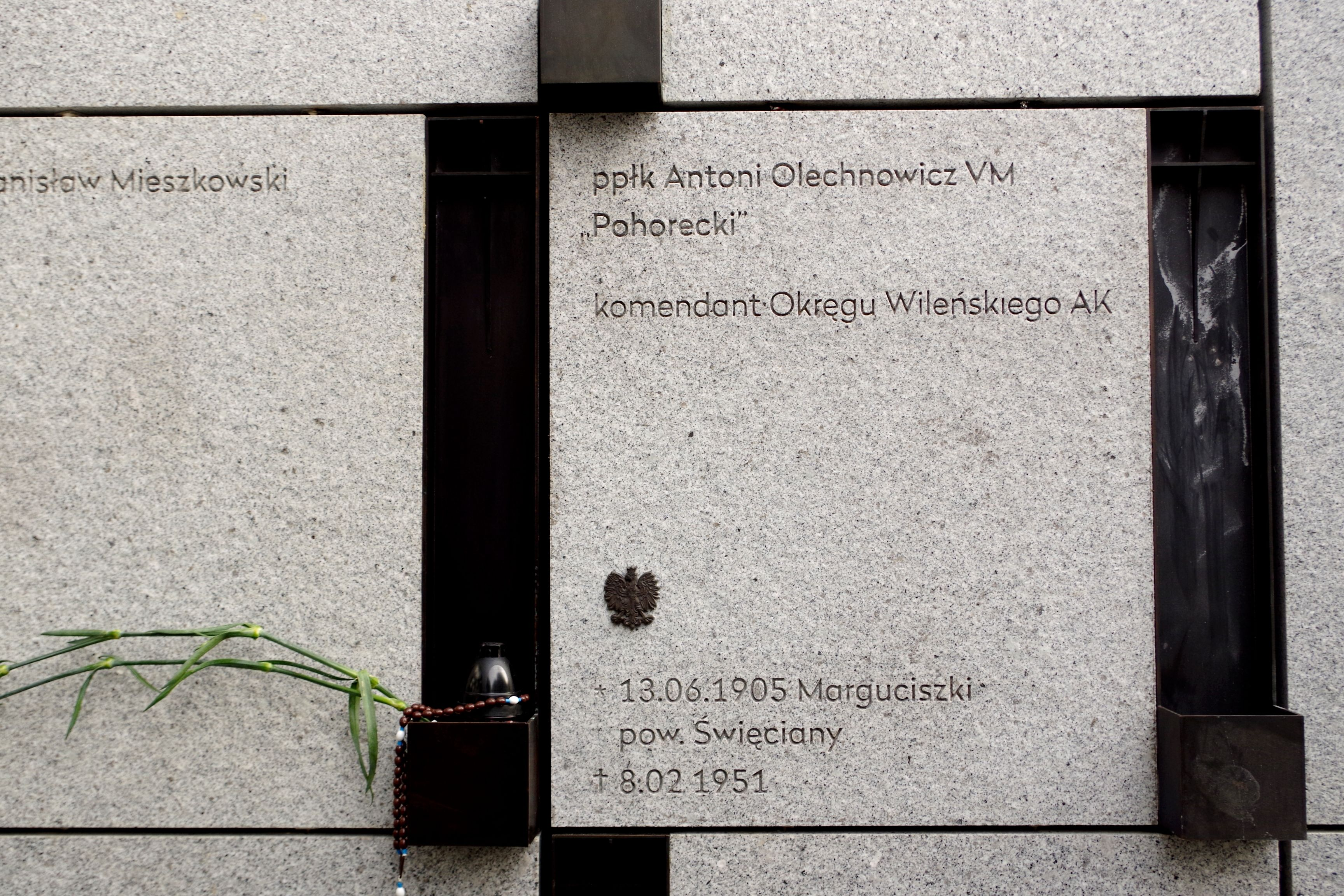
Grób ppłk Antoniego Olechnowicza ps. „Pohorecki” w Panteonie – Mauzoleum Wyklętych-Niezłomnych na Cmentarzu Wojskowym na Powązkach w Warszawie.

Latem 1948 MBP podjęło przeciw Wileńskiemu Okręgowi AK szeroko zakrojoną „Akcję X”, obserwacji poddano wszystkie osoby pochodzące z Wileńszczyzny. Ppłk Olechnowicz został aresztowany 26 czerwca 1948 we Wrocławiu, a 2 listopada 1949 przez WSR w Warszawie skazany razem z Henrykiem Borowskim i Lucjanem Minkiewiczem na karę śmierci. Prezydent Bierut nie skorzystał z prawa łaski.
Antoni Olechnowicz został stracony 8 lutego 1951 w więzieniu mokotowskim. Jego ciało zostało potajemnie i anonimowo pogrzebane przez MBP na tzw. „Łączce” na terenie Cmentarza Wojskowego na Powązkach w Warszawie.

## Awanse
- podporucznik – 15 sierpnia 1929 ze starszeństwem z dniem 15 sierpnia 1929 i 68. lokatą w korpusie oficerów zawodowych piechoty
- porucznik – 17 grudnia 1931 ze starszeństwem z dniem 1 stycznia 1932 i 104. lokatą w korpusie oficerów zawodowych piechoty
- kapitan
- major
- podpułkownik

## Ordery i odznaczenia
- Krzyż Srebrny Orderu Wojennego Virtuti Militari nr 12578

## Upamiętnienie i rehabilitacja
W 1994 i 1995 został zrehabilitowany wyrokami Sądu Wojskowego w Warszawie. Odznaczony Orderem Virtuti Militari V kl. Jego imieniem nazwano jedną z ulic w Gdyni.

## Identyfikacja, pogrzeb
28 lutego 2014, podczas uroczystości w Belwederze z udziałem prezydenta RP Bronisława Komorowskiego, Rada Ochrony Pamięci Walk i Męczeństwa, Pomorski Uniwersytet Medyczny w Szczecinie i Instytut Pamięci Narodowej ogłosiły, że zidentyfikowano szczątki Antoniego Olechnowicza wśród ofiar pomordowanych przez organa bezpieczeństwa publicznego w latach 1945–1956, pochowanych w Kwaterze na Łączce przy murze cmentarnym Cmentarza Wojskowego na Powązkach w Warszawie. Identyfikację szczątków odnalezionych na kwaterze „Ł” przeprowadzono w ramach Projektu Poszukiwań Miejsc Pochówku i Identyfikacji Ofiar Totalitaryzmów Polskiej Bazy Genetycznej Ofiar Totalitaryzmów.
27 września 2015 Antoni Olechnowicz został uroczyście pochowany w Panteonie – Mauzoleum Wyklętych – Niezłomnych na Cmentarzu Wojskowym na Powązkach w Warszawie.